# ГЕС Пойпітія
ГЕС Пойпітія (Poipitiya) – гідроелектростанція у Шрі-Ланці. Знаходячись після ГЕС Стара Лакспана та ГЕС Нова Лакспана, становить нижній гідровузла у сточищі річки Келані, яка на північній околиці Коломбо впадає до Лаккадівського моря (західне узбережжя острова).
В межах проекту річку Маскелі-Оя (лівий витік Келані) перекрили бетонною гравітаційною греблею Лакспана висотою 30 метрів та довжиною 137 метри, яка утримує невелике водосховище з об’ємом 202 тис м3 (корисний об’єм 113 тис м3). Сюди надходить ресурс як з самої Маскелі-Оя (в тому числі через станцію Нова Лакспана), так і з правого витоку Келані річки Кехелгаму-Оя (через станцію Стара Лакспана).
Зі сховища починається дериваційний тунель довжиною 7,7 км, який прямує через правобережний масив та переходить у два напірні водоводи довжиною по 0,6 км з діаметром 2,3 метра. 
Основне обладнання станції становлять дві турбіни типу Френсіс потужністю по 39,1 МВт, які при напорі у 264 метра повинні забезпечувати виробництво 453 млн кВт-год електроенергії на рік. 
Відпрацьована вода по короткому відвідному каналу довжиною дещо більше за 0,1 км потрапляє у Маскелі-Оя за 0,7 км до її злиття з Кехелгаму-Оя.
Видача продукції відбувається по ЛЕП, розрахованій на роботу під напругою 132 кВ.